# Institut für Deutsche Gebärdensprache und Kommunikation Gehörloser
Das Institut für Deutsche Gebärdensprache und Kommunikation Gehörloser (IDGS) ist ein 1987 gegründetes Institut an der Universität Hamburg und ist dort an den Fachbereich Sprachwissenschaften angegliedert. Am IDGS wurde Pionierarbeit bei der wissenschaftlichen Untersuchung der Deutschen Gebärdensprache geleistet, die zuvor kaum wissenschaftlich untersucht wurde. Das Institut bietet die Studiengänge Gebärdensprachdolmetschen und Gebärdensprachen an. Das Institut wurde von Siegmund Prillwitz gegründet.

## Geschichte
Etwa seit 1975 wurde die Deutsche Gebärdensprache (DGS) systematisch von dem Linguisten Siegmund Prillwitz an der Forschungsstelle für die Deutsche Gebärdensprache an der Universität Hamburg erforscht. Der gehörlose Lektor Alexander von Meyenn, der gehörlose DGS-Dozent Heiko Zienert, der gehörlose Sozialpädagoge Wolfgang Schmidt, die gehörlose Gertrud Mally, die Gebärdensprachdolmetscherin sowie Coda (und spätere Professorin) Regina Leven und der schwerhörig gewordene Pädagoge sowie „Taubenschlag“-Gründer Bernd Rehling unterstützen ihn dabei.
Am 11. Mai 1987 entstand dann unter der Leitung von Prillwitz aus der Forschungsstelle für die Deutsche Gebärdensprache das Zentrum für Deutsche Gebärdensprache und Kommunikation Gehörloser in der Rothenbaumchaussee.
Im Juli 1989 fand der 3rd European Congress on Sign Language Research statt. 1990 im März fand der International Congress on Sign Language Research and Application statt. Im Oktober 1994 fand die 2nd Deaf History International Conference statt. 2019 fand die Internationale Konferenz Theoretical Issues in Sign Language Research (TISLR) 13 an der Universität Hamburg statt.
1992 und 1993 entstanden die beiden Studiengänge Gebärdensprachen und Gebärdensprachdolmetschen.
Das Zentrum erhielt 1993 zwei Professuren: berufen wurden Renate Fischer und Siegmund Prillwitz. 2005 trat Prillwitz in den Ruhestand und 2015 folgte Fischer.
1996 erhielt das Zentrum den Status eines eigenständigen Instituts im Fachbereich Sprachwissenschaften.
Nach dem Umzug von der Rothenbaumchaussee 1994 in die Bindestraße wurde das Zentrum 1997 in Institut für Deutsche Gebärdensprache und Kommunikation Gehörloser umbenannt. Seit 2018 befindet sich das Institut im Gorch-Fock-Wall.
Zum Wintersemester 2005/06 wurde der Magisterstudiengang „Gebärdensprachen“ auf das BA/MA-System umgestellt; zum Wintersemester 2008/09 folgte der Diplomstudiengang „Gebärdensprachdolmetschen“.
2008 folgte Christian Rathmann auf die Stelle von Prillwitz nach, der wiederum 2018 von Annika Herrmann abgelöst wurde. 2023 wurde zusätzlich Liona Paulus als Professorin für Gebärdensprachdolmetschen und Gebärdensprachen ans IDGS berufen.

## Fachgebärdenlexika
Ab 1993 wurde Reihe von Fachgebärdenlexika zu verschiedenen Bereichen veröffentlicht. Die Fachgebärdenlexika wurden am IDGS erstellt und von der Deutschen Gesellschaft zur Förderung der Gehörlosen und Schwerhörigen e.V., von der Behörde für Soziales, Familie, Gesundheit und Verbraucherschutz der Freien und Hansestadt Hamburg sowie dem Bundesministerium für Arbeit und Soziales gefördert. In den Lexika wird u. a. in Konventionelle/Lexikalische Gebärden (feste Gebärden), Produktive Gebärden (veränderbare Gebärden) und Sonstige Gebärden (Fingeralphabet und Initialisierte Gebärden) eingeteilt.
Daraus sind folgende Lexika entstanden:
- Computertechnologie
- Gesundheit und Pflege
- Gärtnerei und Landschaftsbau
- Hauswirtschaft
- Linguistik
- Psychologie
- Sozialarbeit/Sozialpädagogik
- Tischler/Schreiner.

## DGS-Korpus
Seit 2009 wird am IDGS das DGS-Korpus erstellt, ein linguistisches Video-Korpus der Deutschen Gebärdensprache. Das Korpus besteht aus Videoaufnahmen gebärdeter Unterhaltungen, sowie linguistische Annotationen und Übersetzungen dieser Unterhaltungen. Eine Untermenge der Aufnahmen ist als das Öffentliche DGS-Korpus online frei abrufbar. Zudem wird ein auf den Korpusdaten basierendes allgemeines Wörterbuch der DGS entwickelt, das Digitale Wörterbuch der Deutschen Gebärdensprache (DW-DGS). Die Entwicklung des Korpus und Wörterbuchs erfolgt im Rahmen des DGS-Korpus-Projekts, einem Langzeitprojekt der Akademie der Wissenschaften in Hamburg.